# 제2잠수함단
제2잠수함단(Submarine Group 2 (SUBGRU 2))은 미국 해군 대서양 잠수함부대 소속 잠수함 집단이다. 

## 역사
1965년 8월에 제2잠수함전단으로서 뉴런던 해군잠수함기지에서 창설되었다.
2014년 8월 22일, 제2잠수함단이 폐지되었다. 코네티컷주 그로턴 지역지원단은 대서양 잠수함부대로 재배치되었다.
2019년 10월 1일, 버지니아주의 노퍽 해군기지에서 제2잠수함단이 대서양과 바렌츠해를 중심으로, 필요할 경우 남대서양에서도 러시아 해군에 대한 억제력을 확보하기 위한 목적으로 재건되었다. 새로운 표어는 "Praeparavit Regnatura"로 제정되고, 함대전력사령부의 전구대잠수함전부대인 CTF-84의 지휘관인 RADM 제임스 워터스가 제2잠수함단 지휘관 직책을 겸임한다.

## 부대

### 현재
- 제2잠수함전대
- 제10잠수함전대
- 제14잠수함전대
- 제2잠수함개발전대

### 이전
- 제4잠수함전대 - 코네티컷주 그로턴
- 제6잠수함전대 - 버지니아주 노퍽
- 제8잠수함전대 - 버지니아주 노퍽
- 제12잠수함개발전대 - 코네티컷주 그로턴
- 버지니아주 노퍽 해군 잠수함지원센터 (NSSC 노퍽)
- 코네티컷주 그로턴 
  - 지역지원단 (RSG 그로턴)
  - 해군 잠수함지원센터 (NSSC 그로턴)

## 계보
- 1965년 8월, Submarine Flotilla 2→제2잠수함전단
- 1973년 7월 1일, Submarine Group 2→제2잠수함단

## 참고
1. ↑  Lt. Timothy Hawkin (2014년 8월 23일). “Submarine Group 2 Disestablishes” (영어). Submarine Group 2 Public Affairs. United States Navy Public Affairs. 2017년 12월 9일에 원본 문서에서 보존된 문서. 2019년 10월 5일에 확인함.
2. ↑  “Navy Reestablishes Submarine Group 2” (영어). U.S. Submarine Forces Public Affairs. United States Navy Public Affairs. 2019년 10월 1일. 2019년 10월 2일에 원본 문서에서 보존된 문서. 2019년 10월 5일에 확인함.

- “Submarine Group TWO / Commander, Navy Region Northeast”. 《globalsecurity.org》 (영어). 2023년 6월 7일에 확인함.